# Enceinte de Thann
L'enceinte de Thann est un monument historique situé à Thann, dans le département français du Haut-Rhin.

## Localisation
Cette construction est située autour de Thann.

## Historique
L'édifice fait l'objet d'un classement au titre des monuments historiques depuis 1920.
L'édifice fait l'objet d'un classement au titre des monuments historiques depuis 1963.